# CD Toledo
A CD Toledo, teljes nevén Club Deportivo Toledo egy spanyol labdarúgócsapat. A klubot 1928-ban alapították, jelenleg a negyedosztályban szerepel. Székhelye Toledo városa.

## Jelenlegi keret
2009. novembere szerint.
| Szezon      | Osztály    | Poz. | Copa del Rey |
| ----------- | ---------- | ---- | ------------ |
| 1929-30-tól | Regionális | —    |              |
| 1942-43-ig  | Regionális | —    |              |
| 1943/44     | 3ª         | 7.   |              |
| 1944/45     | 3ª         | 5.   |              |
| 1945/46     | 3ª         | 3.   |              |
| 1946/47     | 3ª         | 3.   |              |
| 1947/48     | 3ª         | 7.   |              |
| 1948/49     | 3ª         | 4.   |              |
| 1949/50     | 3ª         | 1.   |              |
| 1950/51     | 3ª         | 14.  |              |
| 1951/52     | 3ª         | 10.  |              |
| 1952/53     | 3ª         | 6.   |              |
| 1953/54     | 3ª         | 11.  |              |
| 1954/55     | 3ª         | 8.   |              |
| 1955/56     | 3ª         | 3.   |              |
| 1956/57     | 3ª         | 9.   |              |
| 1957/58     | 3ª         | 13.  |              |
| 1958/59     | 3ª         | 8.   |              |

| Szezon      | Osztály    | Poz. | Copa del Rey |
| ----------- | ---------- | ---- | ------------ |
| 1959/60     | 3ª         | 10.  |              |
| 1960/61     | 3ª         | 5.   |              |
| 1961/62     | 3ª         | 15.  |              |
| 1962/63     | Regionális | —    |              |
| 1963/64     | 3ª         | 2.   |              |
| 1964/65     | 3ª         | 4.   |              |
| 1965/66     | 3ª         | 10.  |              |
| 1966/67     | 3ª         | 5.   |              |
| 1967/68     | 3ª         | 16.  |              |
| 1968/69     | Regionális | —    |              |
| 1969/70     | 3ª         | 19.  |              |
| 1970-71-től | Regionális | —    |              |
| 1976-77-ig  | Regionális | —    |              |
| 1977/78     | 3ª         | 13.  |              |
| 1978/79     | 3ª         | 4.   |              |
| 1979/80     | 3ª         | 9.   |              |
| 1980/81     | 3ª         | 20.  |              |
| 1986/87     | Regionális | —    |              |

| Szezon  | Osztály | Poz. | Copa del Rey |
| ------- | ------- | ---- | ------------ |
| 1987/88 | 3ª      | 3.   |              |
| 1988/89 | 3ª      | 1.   |              |
| 1989/90 | 2ªB     | 9.   |              |
| 1990/91 | 2ªB     | 17.  |              |
| 1991/92 | 3ª      | 1.   |              |
| 1992/93 | 2ªB     | 3.   |              |
| 1993/94 | 2ª      | 4.   |              |
| 1994/95 | 2ª      | 11.  |              |
| 1995/96 | 2ª      | 9.   |              |
| 1996/97 | 2ª      | 14.  |              |
| 1997/98 | 2ª      | 12.  |              |
| 1998/99 | 2ª      | 7.   |              |
| 1999/00 | 2ª      | 22.  |              |
| 2000/01 | 2ªB     | 4.   |              |

| Szezon  | Osztály | Poz. | Copa del Rey |
| ------- | ------- | ---- | ------------ |
| 2001/02 | 2ªB     | 9.   |              |
| 2002/03 | 2ªB     | 12.  |              |
| 2003/04 | 2ªB     | 18.  |              |
| 2004/05 | 3ª      | 10.  |              |
| 2005/06 | 3ª      | 3.   |              |
| 2006/07 | 3ª      | 3.   |              |
| 2007/08 | 3ª      | 1.   |              |
| 2008/09 | 3ª      | 1.   |              |
| 2009/10 | 2ªB     | 16.  |              |
| 2010/11 | 3ª      | —    |              |

## Ismertebb játékosok
| - Marc Bernaus - Mariano Juan - Óscar Mena - Léider Preciado - Keith Thompson - Nando Co - Korolovszky Gábor - Dmitrij Popov - Alejandro Varela - Maikel Hermann - Esteban Torre - Luis Manuel - José Luis Gallardo | - Javier Casquero - Roberto Losada - Unai Emery - David Fernández - José Antonio Culebras - Pablo Pinillos - Luis García - Raúl Valbuena - Iñaki Muñoz - Roberto Marina - Francisco Sandaza - Santiago Carpintero - José Aurelio Gay |

## Külső hivatkozások
- Hivatalos weboldal (spanyolul)
- Futbolme.com (spanyolul)